# Hintere Guslarspitze
De Hintere Guslarspitze is een 3147 meter hoge bergtop in de Ötztaler Alpen in het Oostenrijkse Tirol.
De berg is gelegen in de Weißkam, tussen de randen van de gletsjers Kesselwandferner en Guslarferner in. Op de noordwestelijke flank liggen tot vlak onder de top de restanten van de Südliche Guslarferner, het zuidelijke deel van de Guslarferner. Het deel van deze gletsjer ten oosten van de top is inmiddels geheel verdwenen. Aan de zuidwestelijke kant ligt tot dicht onder de top de Kesselwandferner.
De Hintere Guslarspitze is hoger dan de andere, nabijgelegen Guslarspitzen, de Vordere en de Mittlere Guslarspitze. Een tocht over deze drie toppen vanaf de Vernagthütte neemt ongeveer twee uur in beslag.
De top werd in 1848 voor het eerst bedwongen door de gebroeders Hermann, die reeds in 1847 een wetenschappelijke verhandeling over de Gletscher des Ötzthales uitbracht, en Adolf Schlagintweit. Samen schreven ze uitgebreide stukken over geologie, glaciologie en botanie van de Oostenrijkse Alpen. Samen met een andere broer, Robert Schlagintweit, maakten ze ontdekkingstochten door India en de Himalaya.